# فویا د س. پائولو
فویا دِ س. پائولو یا فویا د سائو پاتولو (به پرتغالی: Folha de S. Paulo) نام روزنامه‌ای میانه‌رو با تمایلات چپ‌گرایانه در کشور برزیل است. این روزنامه در شهر سائوپائولو منتشر می‌شود. این روزنامه تاثیر زیادی در سراسر کشور و رسانه‌های گروهی دیگر دارد. روزنامه فولیا دِ سائوپائولو با تیراژی بالغ بر سیصد هزار نسخه در روز، یکی از پرتیراژترین روزنامه‌های برزیل می‌باشد.